# 谁动了我的奶酪？
《谁动了我的奶酪？ 一种处理工作和生活变化的惊人方法》（英語：Who Moved My Cheese? An Amazing Way to Deal with Change in Your Work and in Your Life），是一本出版于1998年9月8日的商业寓言书籍。书中描写了当工作和生活出现变化时，两个老鼠和两个“小人物”在寻找奶酪期间应对这些变化的四种典型反应。“纽约时报”商业畅销书榜单发布后，本书在名单上停留了近五年，并在Publishers Weekly的精装非小说列表上出现了200多周。本书以37种语言在全球销售了超过2600万份，并仍然是最畅销的商业书籍之一。